# Grisfötter

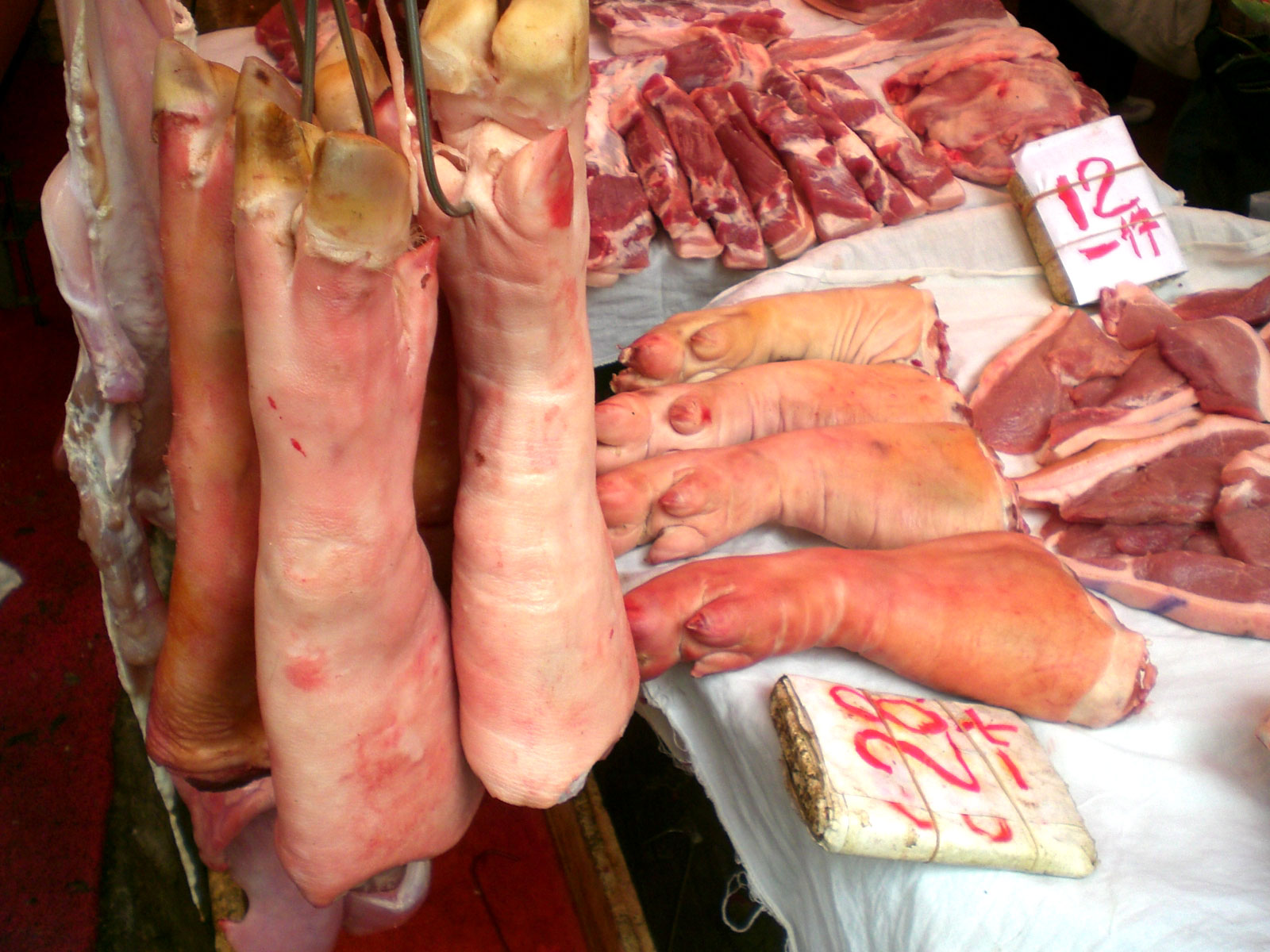
Grisfötter på en marknad i Asien. I Asien tillagas ofta jokbal på grisfötter.

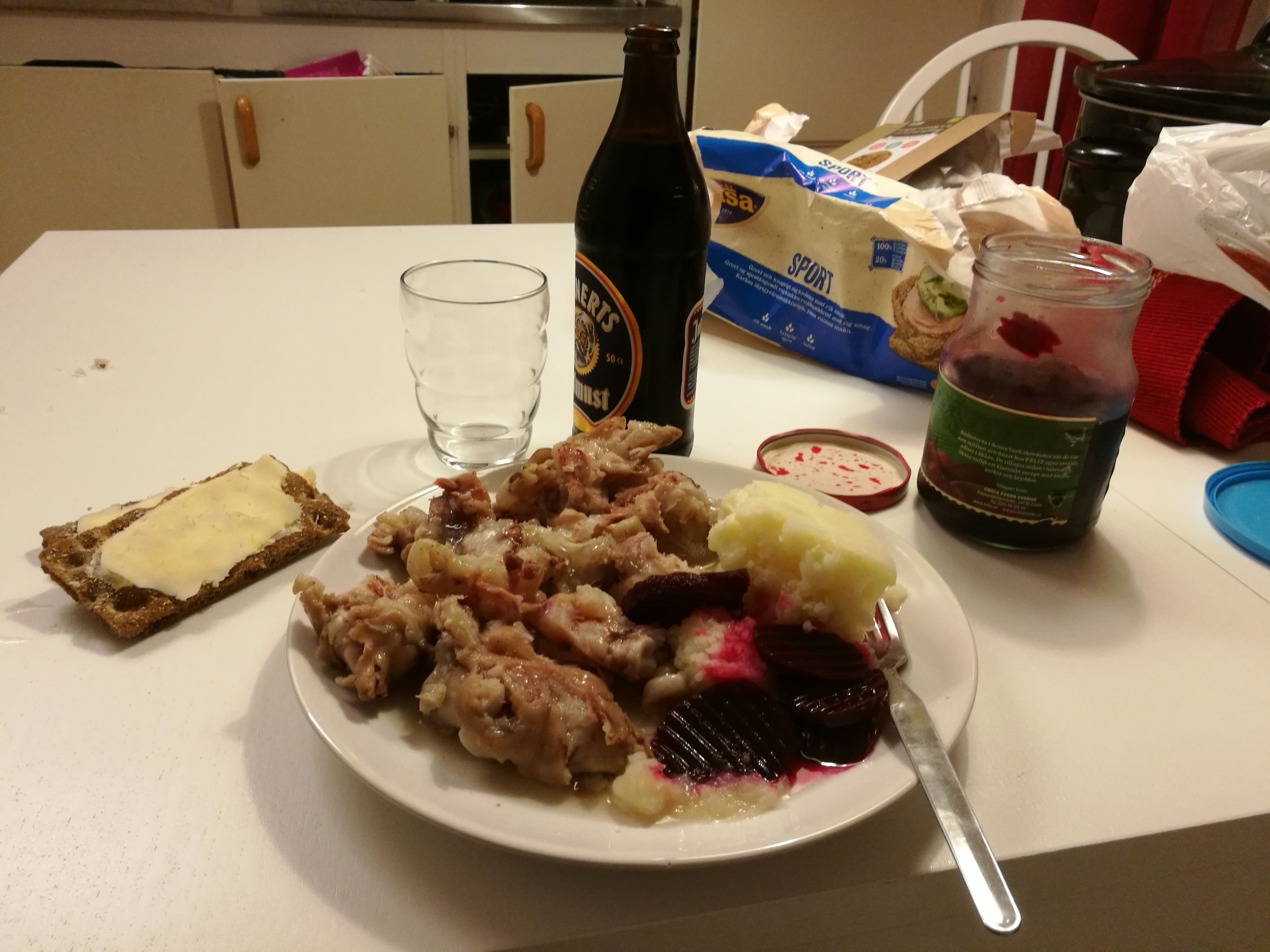
Kokta grisfötter, potatis, inlagda rödbetor, knäckebröd med pålägg och en flaska med julmust.

Grisfötter är en styckningsdetalj från tamsvin eller vildsvin. De består av mycket ben, men innehåller även en del kött. Grisfötter kan rimmas, kokas, stekas eller griljeras och har en kraftfull svinsmak. Aladåb är en maträtt som kan baseras på grisfötter.
I Sverige har maträtten blivit mindre vanlig och förekommer främst på julbord.